# پادشاهی کاختی
دومین پادشاهی کاختی (گرجی: კახეთის სამეფო ; همچنین Kaxet'i یا Kakhetia نوشته می‌شود) یک سلطنت اواخر قرون وسطی/اوایل مدرن در شرق گرجستان بود که مرکز آن استان کاختی و مرکز آن ابتدا در گرمی و سپس در تلاوی بود. این کشور در فرایند تقسیم سه جانبه پادشاهی گرجستان در سال ۱۴۶۵ پدیدار شد و با چندین وقفه کوتاه تا سال ۱۷۶۲ وجود داشت، زمانی که کاختی و پادشاهی گرجستانی همسایه کارتلی از طریق جانشینی سلسله‌ای تحت شاخه کاخایی سلسله باگراتیونی‌ها ادغام شدند. در طول بیشتر این دوره، پادشاهی تابع سلسله‌های متوالی ایران، و تا دوره بسیار کوتاه‌تر امپراتوری عثمانی، بود، اما از دوره‌های متناوب استقلال بیشتر، به‌ویژه پس از ۱۷۴۷ برخوردار بود.